# Gonia atrata
Gonia atrata är en tvåvingeart som beskrevs av Bischof 1906. Gonia atrata ingår i släktet Gonia och familjen parasitflugor. Inga underarter finns listade i Catalogue of Life.